# NZH
Pour les articles homonymes, voir NZH (homonymie).
NZH (Natural Zion High) était un groupe français de dancehall.
Le groupe originaire de Bondoufle (91) a sorti son second album, Dancehall Fever, en juin 2007, avec pour premier single Princess, qui a connu un succès notable. Par la suite, un deuxième single, New Style, a été commercialisé.
Kymaï fait désormais une carrière solo.

## Membres du Groupe
- Miko & Kymaï : Chanteurs / Leads
- Max : Batterie
- Drik-C : Basse
- Nico : Guitare
- Basti-1 : Clavier
- JB One : Sonorisation

## Discographie

### Albums
| Année | Album           | Classement |
| ----- | --------------- | ---------- |
| 2001  | L'homme Court   | -          |
| 2007  | Dancehall Fever | 65         |

### Singles
| Année | Titre     | Classement des ventes | Album           |
| ----- | --------- | --------------------- | --------------- |
| 2007  | Princess  | 2                     | Dancehall Fever |
| 2007  | New Style | 36                    | Dancehall Fever |